# De juwelen van Bianca Castafiore
De juwelen van Bianca Castafiore (originele Franstalige titel: Les Bijoux de la Castafiore) is het eenentwintigste album uit de reeks Kuifje van de Belgische tekenaar en stripscenarist Hergé (1907-1983). Het is voor het eerst als album verschenen in april 1963.
In 2023 verscheen een speciale editie van het album, met daarin de originele versie uit het weekblad Kuifje.

## Verhaal
Tijdens een wandeling passeren Kuifje en kapitein Haddock een zigeunerkamp op een vuilnisbelt. Haddock geeft de zigeuners toestemming om hun kamp op het landgoed van kasteel Molensloot op te slaan.
Haddock verneemt kort daarop dat de sopraan Bianca Castafiore zichzelf bij hem thuis op kasteel Molensloot uitgenodigd heeft. Haddock kan haar niet uitstaan en in paniek wil hij naar het buitenland vluchten, maar glijdt uit over een gebroken traptrede. Hij verstuikt zijn enkel en moet noodgedwongen in een rolstoel thuisblijven. Castafiore doet even later haar intrede samen met haar kamermeisje Irma en de pianist Igor Wagner, om haar Juwelenaria te kunnen inoefenen. Ze werkt Haddock hiermee behoorlijk op de zenuwen. Afgezien van het lawaai bij Castafiore's oefeningen wordt hij ook getergd door een door Castafiore meegebrachte praatzieke papegaai die de hele dag naast hem zit in de woonkamer, Serafijn Lampion, die ongevraagd op bezoek komt, de traptrede die maar niet hersteld wordt, een televisieopname waarbij Castafiore wordt geïnterviewd en paparazzi die onder meer een romance tussen hem en Castafiore verzinnen en dat in een tijdschrift plaatsen. Zelfs professor Zonnebloem en Haddocks butler Nestor denken in eerste instantie dat het verhaal in het tijdschrift klopt.
Op zeker moment blijkt Castafiore's smaragd verdwenen. De zigeuners op het landgoed van Molensloot worden van diefstal verdacht, nadat de overige aanwezigen in kasteel Molensloot door de detectives Jansen en Janssen stuk voor stuk zijn uitgesloten. De zigeuners zijn al verdwenen voordat men hen kan ondervragen. Later worden ze alsnog aangehouden voor verhoor.
Kuifje blijft in de onschuld van de zigeuners geloven. Dit blijkt terecht, want hij vindt het juweel uiteindelijk terug in het nest van een ekster. Castafiore heeft kasteel Molensloot op dat moment alweer verlaten, dus stuurt Kuifje Jansen en Janssen naar Milaan om het juweel na te brengen.

## Achtergrond
Dit is (samen met De schat van Scharlaken Rackham) een van de weinige Kuifje-verhalen waarin geen slechteriken rechtstreeks in beeld komen. Ook is hier geen sprake van een duidelijk avontuur met gevaren voor de hoofdrolspelers. Daarmee vormt De juwelen van Bianca Castafiore in die zin een breuk met de traditie van de strip. De meeste gebeurtenissen zijn juist tamelijk alledaags en kleinschalig. Hergé wilde hiermee proberen de lezers een heel verhaal lang te boeien zonder dat er echt iets buitengewoons gebeurt. Wel wordt gedurende een groot deel van het verhaal de indruk gewekt dat er sprake is van een serieuze juwelendiefstal en dus van misdaad.
Het idee om een compleet verhaal te laten afspelen op kasteel Molensloot was afkomstig van Hergés secretaris, Baudouin Van den Branden de Reeth. Verdere inspiratie vond Hergé bij een nieuwsbericht uit Engeland over een diefstal van juwelen, waarvan de Italiaanse actrice Sophia Loren het slachtoffer was. Haddock die met zijn verstuikte enkel tijdelijk in een rolstoel terechtkomt is geïnspireerd op een waargebeurd voorval met Hergés echtgenote, die na een auto-ongeluk lange tijd aan een rolstoel was gekluisterd. Hergé overkwam het een keer dat een fanfare onverwacht bij hem thuis aanbelde. Hierop baseerde hij een scène waarin een fanfare onaangekondigd zijn opwachting maakt voor de ingang van kasteel Molensloot.
De journalisten Jan Kalebas en Piet Salie van het tijdschrift Privaat, in de Franse uitgave Jean-Loup de la Batellerie en Walter Rizotto en werkzaam bij Paris-Flash, zijn geïnspireerd op de journalisten Philippe de Baleine en Willy Rizzo van Paris Match.
Het Franse modehuis Christian Dior komt in het verhaal voor als Tristan Bior. Het modehuis voelde zich gevleid dat het in het album voorkwam en stuurde als dankbetuiging een halssnoer naar Hergés echtgenote. De lichtgroene auto op pagina negen is een Alfa Romeo Giuletta Berlina uit 1960.
Het verhaal is losjes gebaseerd op de luchtige opera van Gioachino Rossini, La gazza ladra (De diefachtige ekster) (1817). Rossini zelf haalde zijn inspiratie over een diefstal door een ekster uit de Causes célèbres van François Gayot de Pitaval. De personages lijken soms niet helemaal in hun gewone doen: Haddock wil uit zichzelf naar Milaan reizen, Kuifje schrikt van een doodgewone uil, Zonnebloem is verliefd. Butler Nestor ontpopt zich als een xenofoob man, die zigeuners niet vertrouwt.
Een running gag in het verhaal is een afgebroken traptrede, waar iedereen behalve Bianca Castafiore over valt. Het verhaal eindigt eveneens met deze traptrede; wanneer deze eindelijk is vernieuwd moet het cement een paar dagen drogen, waarna kapitein Haddock er per ongeluk toch op stapt. Mr. Bollemans, de man die steeds als Haddock hem belt belooft dat hij de traptrede zo snel mogelijk zal komen herstellen, maar dit telkens weer uitstelt, heet in de originele versie "Boullu". Hij is gebaseerd op een echt bestaande reparateur die ook Boullu heette en ooit Hergé onnodig lang liet wachten om een gebroken traptrede in zijn huis te komen herstellen. Uit ergernis verwerkte Hergé hem in dit verhaal.
De rolstoel van Haddock werd getekend door Roger Leloup en de telefoons door Joseph Loeckx. De andere decors door Bob De Moor en Jacques Martin. Voor de tekeningen van de opengeslagen dokterstas leende Bob De Moor een oude dokterstas van zijn huisarts.
Voor informatie over zigeuners ging Hergé te rade bij twee paters en professor Frans de Ville.
Aan het begin van het verhaal gebeurt er iets paranormaals, als een zigeunervrouw Haddocks hand leest en voorspelt dat hij bezoek zal krijgen van een rijke buitenlandse dame met juwelen die zoek zullen raken.

## Publicatie
De ballonstrip verscheen voor het eerst in de weekbladen Kuifje en zijn Franstalige evenknie Tintin. De strip verscheen telkens met één pagina van vier stroken van week 27 in 1961 tot en met week 36 een jaar later. De eerste albumuitgave kwam uit in april 1963. Dit Franstalige album werd in Parijs geïntroduceerd. Het eerste exemplaar werd zo'n 2,5 maand eerder uitgereikt aan een twaalfjarig jongetje dat stervende was aan poliomyelitis. Zijn ouders hadden hem het album beloofd, maar hij zou de officiële uitgavedatum niet levend kunnen halen. De uitgever maakte daarom voor hem handmatig een apart exemplaar, waar Hergé een opdracht in schreef.

## Dialectvertalingen
Van De juwelen van Bianca Castafiore heeft een bijzonder groot aantal vertalingen in Nederlandse, Belgische en Franse streektalen het licht gezien. Er bestaan (begin 2016) versies in het Antwerps, Bourgondisch, Bretons, Brussels, Franstalig Brussels, Corsicaans, Elzassisch, Francoprovençaals (Bressan en Dauphinois), Gallo, Gents, Monegaskisch, Picardisch (versies in de dialecten van de Borinage en Doornik), Tilburgs, Twents en Waals (verschillende versies in de dialecten van Charleroi, La Louvière, Luik, Namen, Nijvel en Ottignies).

### Brusselse vertaling
Hoewel veel Kuifje-albums verwijzingen bevatten naar het Brussels (bijvoorbeeld in Syldavische woorden) is men er pas in de jaren 2000 toe gekomen Kuifjeverhalen in het Brussels te vertalen. De juwelen van Bianca Castafiore was het eerste album dat in het Brussels vertaald werd, als De bijoux van de Castafiore. Later volgde een versie in "Franstalig Brussels": regionaal Frans doorspekt met Brusselse woorden en letterlijk vertaalde Vlaamse uitdrukkingen. Deze vertaling heet Les stiene de la Castafiore.

### Twentse vertaling
Van dit album is ook een Twentse vertaling verschenen, 't Smokweark van Bianca Castafiore. Kuifje heet hier Tuufke. De vertaler, Ben Siemerink, heeft een paar zaken in het verhaal zo veranderd dat het zich in een Twentse omgeving afspeelt: kasteel Molensloot is nu kasteel Twickel (te Delden, gemeente Hof van Twente) en de pianist van La Castafiore, in het origineel Igor Wagner, heet nu Unico Wilhelm van Wassenaer, naar een achttiende-eeuwse amateurcomponist die inderdaad op Twickel geboren is. Overigens praten niet alle personages Twents, in het bijzonder Bianca Castafiore niet.

## Operaversie
In september 2015 werd er naar aanleiding van de twintigste verjaardag van de vzw Opéra pour Tous in het kasteel van Terhulpen een openluchtopera opgevoerd die gebaseerd was op dit verhaal. Amani Picci speelde de rol van Kuifje, sopraan Hélène Bernardy vertolkte Bianca Castafiore. Andere acteurs waren Michel de Warzée (Haddock), Daniel Galves (Serafijn Lampion) en Pierre Doyen en Thierry Vallier (Jansen en Janssen).